# Fernstraßensystem in der Türkei

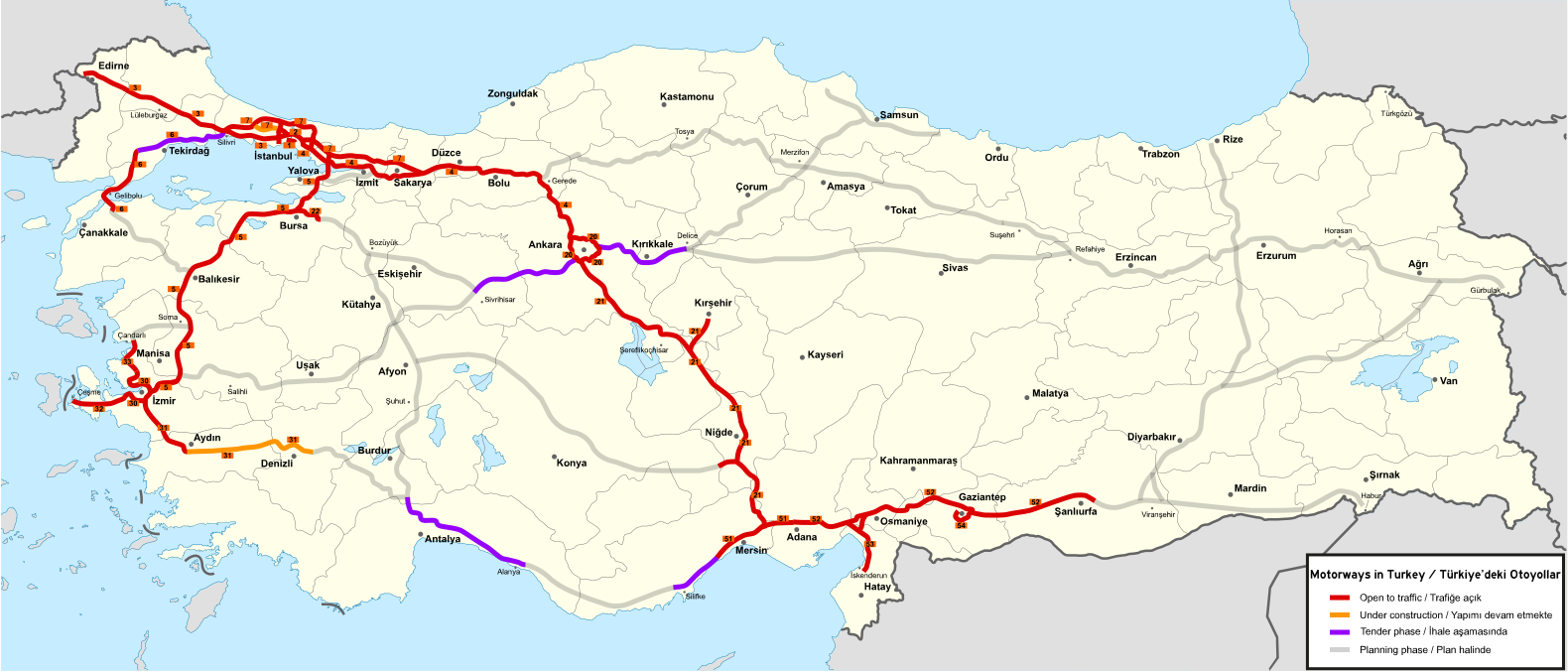
Karte des Autobahnnetzes der Türkei

Das Fernstraßensystem in der Türkei gliedert sich in die Autobahnen (Otoyol) und in die Landstraßen (devlet yolu). Die Autobahnen sind im Westen der Türkei gut ausgebaut, aber je weiter man nach Osten kommt, desto schlechter ist das Autobahnnetz. Die Landstraßen ergänzen das Autobahnnetz in der ganzen Türkei. Auf den Autobahnen in der Türkei gibt es eine streckenabhängige Maut. Der Bosporus-Tunnel und die drei Bosporus-Brücken haben auch eine Gebühr. Das ganze Autobahnnetz der Türkei (inklusive Zubringer) hatte 2016 eine Länge von rund 2155 km. Das ist im Vergleich zu den anderen europäischen Staaten etwas unterhalb des Durchschnitts.

## Liste der Autobahnen in der Türkei
Hier ist die Liste aller türkischen Autobahnen (Otoyol):
| Nr. | Name                                                             | Länge  | Verlauf                                                                 | Karte                                                     |
| --- | ---------------------------------------------------------------- | ------ | ----------------------------------------------------------------------- | --------------------------------------------------------- |
| O1  | İstanbul 1. Çevre Yolu (Istanbul-Ringautobahn Nr. 1)             | 23 km  | Istanbul – Brücke der Märtyrer des 15. Juli – Istanbul –                | Otoyol 1 map                                              |
| O2  | İstanbul 2. Çevre Yolu (Istanbul-Ringautobahn Nr. 2)             | 38 km  | – Istanbul – Fatih-Sultan-Mehmet-Brücke – Istanbul –                    | Otoyol 2 map                                              |
| O3  | Avrupa Otoyolu (Europa-Autobahn)                                 | 231 km | – Edirne – Lüleburgaz – Çorlu – Istanbul –                              | Otoyol 3 map                                              |
| O4  | Anadolu Otoyolu (Asien-Autobahn)                                 | 379 km | Istanbul – – Gebze – İzmit – Düzce – Bolu – Gerede – Ankara –           | Otoyol 4 map                                              |
| O5  | İstanbul – Izmir Otoyolu (İstanbul-Bursa-Autobahn)               | 407 km | Istanbul – Gebze – Orhangazi – Bursa – – Izmir                          | Otoyol 5 map                                              |
| O7  | Kuzey Marmara Otoyolu (Nordmarmara-Autobahn)                     | 398 km | Kınalı – Odayeri – Yavuz-Sultan-Selim-Brücke – İzmit – Sakarya – Akyazı | Map of Turkish Motorway Project northern marmara motorway |
| O20 | Ankara Çevre Otoyolu (Ankara-Ringautobahn)                       | 110 km | – Ring um Ankara                                                        | otoyol 20 map                                             |
| O21 | Tarsus-Ankara-Otoyolu (Tarsus-Ankara-Autobahn)                   | 432 km | Tarsus – Pozantı – Niğde – Ankara                                       | otoyol 21 map                                             |
| O22 | Bursa-Sivrihisar Otoyolu (Bursa-Sivrihisar-Autobahn)             | 34 km  | – Östlicher Teilring um Bursa                                           | Map of O22                                                |
| O30 | İzmir Çevre Otoyolu (Izmir-Ringautobahn)                         | 51 km  | – – Ring um İzmir                                                       | otoyol 30 map                                             |
| O31 | İzmir – Aydın Otoyolu (Izmir-Aydın-Autobahn)                     | 106 km | Izmir – Aydın                                                           | otoyol 31 map                                             |
| O32 | İzmir – Çeşme Otoyolu (Izmir-Çeşme-Autobahn)                     | 79 km  | Izmir – Urla – Çeşme                                                    | otoyol 32 map                                             |
| O33 | Kuzey Ege Otoyolu (Nord-Ägäis-Autobahn)                          | 76 km  | – Menemen – Aliağa – Çandarlı                                           | otoyol 33 map                                             |
| O50 | Adana Otoyolu (Adana-Autobahn)                                   | 23 km  | – Adana –                                                               | otoyol 50 map                                             |
| O51 | Adana – Mersin Otoyolu (Adana-Mersin-Autobahn)                   | 88 km  | – Adana – Tarsus – Mersin                                               | otoyol 51 map                                             |
| O52 | Adana – Şanlıurfa Otoyolu (Adana-Şanlıurfa-Autobahn)             | 365 km | – Adana – Ceyhan – Osmaniye – Gaziantep – Nizip – Şanlıurfa             | otoyol 52 map                                             |
| O53 | Toprakkale – İskenderun Otoyolu (Toprakkale-İskenderun-Autobahn) | 75 km  | – Dörtyol – İskenderun                                                  | otoyol 53 map                                             |
| O54 | Gaziantep Çevre Otoyolu (Gaziantep-Ring-Autobahn)                | 35 km  | – Teilring um Gaziantep                                                 | otoyol 54 map                                             |